# Măgura Ierii, Cluj
Măgura Ierii (în trecut Măgura) este un sat în comuna Iara din județul Cluj, Transilvania, România. Se află în partea de sud a județului, Transilvania, România, la o altitudine medie de 584 m.
Pe Harta Iosefină a Transilvaniei din 1769-1773 (Sectio 109) satul Măgura Ierii apare sub numele de Magura.

## Lăcașuri de cult
- Biserica de lemn „Sfinții Arhangheli Mihail și Gavriil“, din 1783. Biserica este înscrisă pe lista monumentelor istorice din județul Cluj[2] elaborată de Ministerul Culturii și Patrimoniului Național din România în anul 2010.

## Galerie de imagini

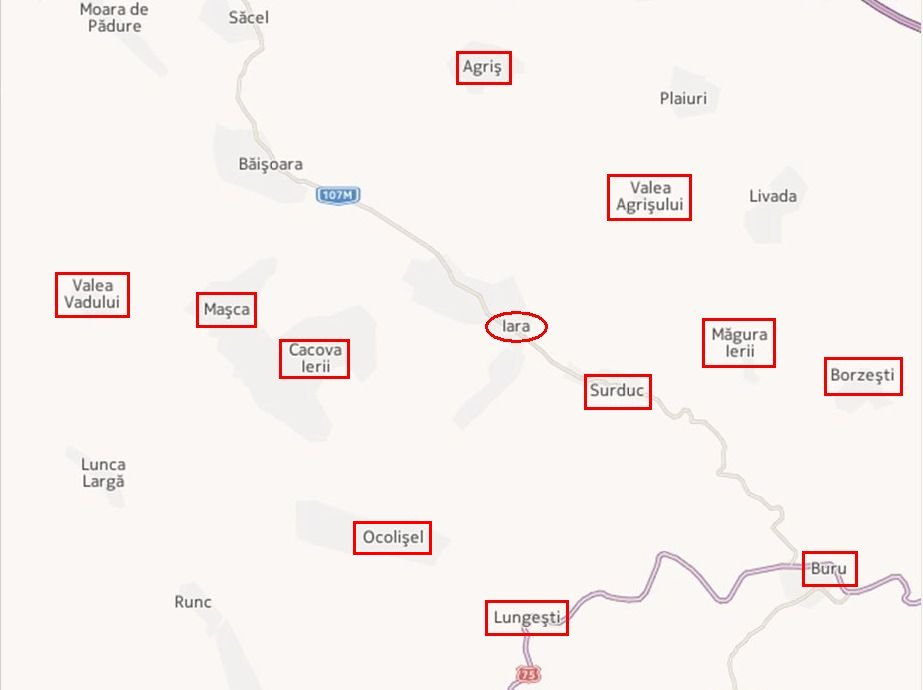
Comuna Iara și satele componente